# Harald Holst
Harald Holst, född 1945 i Åseda. Gick i tidiga tonåren in i Kommunistpartiet och studerade på bland annat partiskolan i Moskva. Blev där besviken på Sovjetstaten och blev trots sina unga år en av de som startade Maoiströrelsen i Sverige.  KFMLs bokförlag Oktober. Lämnade med tiden maoiströrelsen och uteslöts ur det Kinavänliga SKP på grund av bristande "lojalitet" och "högeravvikelse". Men han lämnade inte vänsterrörelsen utan har utifrån oberoende demokratiskt socialistiskt perspektiv, varit verksam inom olika former av solidaritets- och folkrörelsearbete, bland annat som ombudsman för Föreningen Ordfront. Arbetar nu[när?] för Svenska Afghanistankommitten.